# Eduard Pötzl

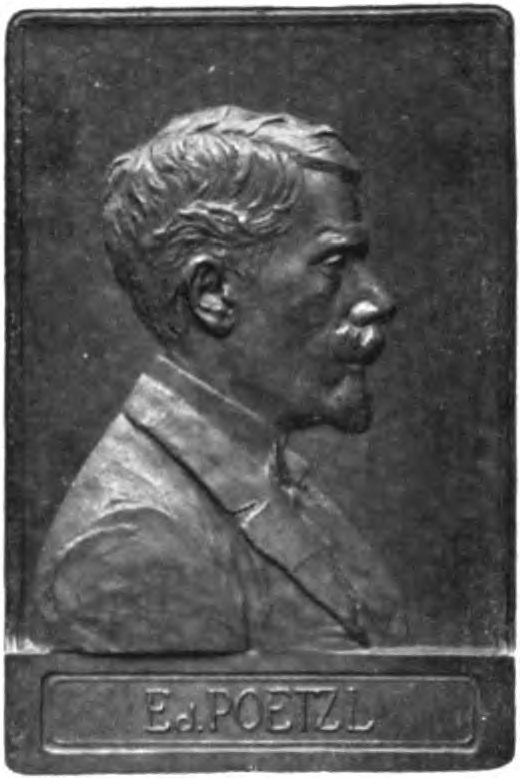
Eduard Pötzl 1896, framställd av Peter Breithut.

Eduard Pötzl, pseudonymen Kleinpetz, född den 17 mars 1851 i Wien, död den 20 augusti 1914 i Mödling, var en österrikisk humoristisk författare och journalist.
Pötzl var först järnvägstjänsteman, blev därefter journalist och redaktör för rättsstoffet i "Neues Wiener Tageblatt". Han odlade som sin specialitet den wienska humoristiska lokalberättelsen och utgav Rund um den Stefansturm (1888, 8:e upplagan 1910) och Wiener Zeitbilder (1897). Hans Wienerskisser utkom 1900 i en samlad utgåva.